# 松岩寺 (平塚市)

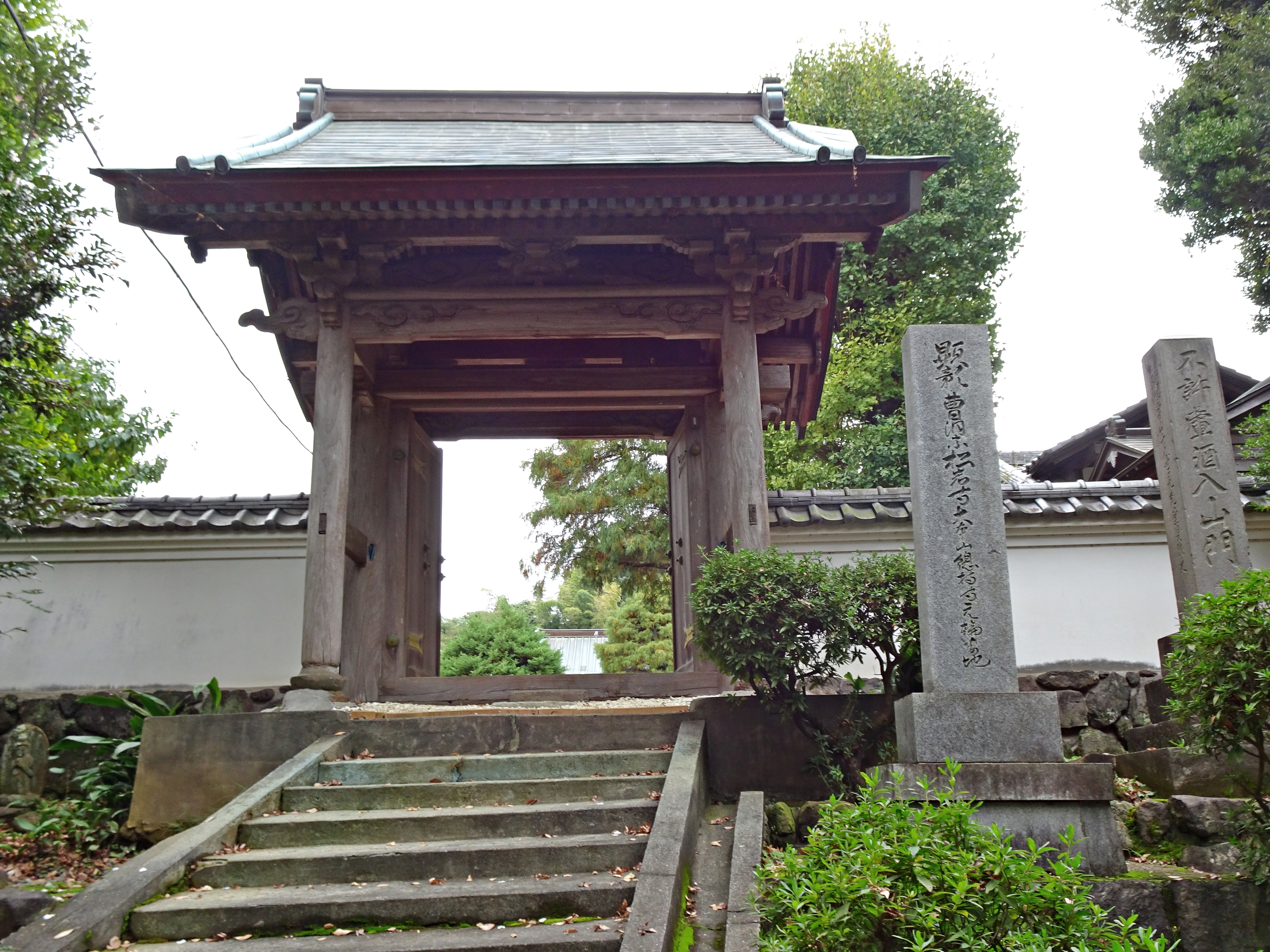
松岩寺山門

松岩寺（しょうがんじ）は、神奈川県平塚市にある曹洞宗の寺院。

## 歴史
1502年（文亀2年）、布施康貞の開基である。同郷のよしみで如幻宗悟を開山として招いて寺を創建した。
如幻宗悟は、他にも横浜市戸塚区の徳翁寺、藤沢市の宝泉寺を創建している。
かつては「カンマン不動」と呼ばれる不動明王像が安置されていた。元々は同市下吉沢にあった不動堂に安置されていた。その後、大光寺（廃寺）や八剱神社 (平塚市下吉沢)と転々とし、1936年（昭和11年）に当寺に移転した。ところが1995年（平成7年）に盗難事件が発生、幸いにも翌月に発見された。現在は八剱神社に収蔵施設が建てられ、年数回開帳されている。

## 交通アクセス
- 路線バス松岩寺停留所より徒歩10分。